# アランノ
アランノ（イタリア語: Alanno）は、イタリア共和国アブルッツォ州ペスカーラ県にある、人口約3,500人の基礎自治体（コムーネ）。

## 地理

### 位置・広がり

#### 隣接コムーネ
隣接するコムーネは以下の通り。
- クーニョリ
- マノッペッロ
- ノッチャーノ
- ピエトラーニコ
- ロシャーノ
- スカーファ
- トッレ・デ・パッセリ
- トゥッリヴァリニャーニ

## 行政

### 分離集落
アランノには、以下の分離集落（フラツィオーネ）がある。
- Alanno Stazione, Case, Catena, Colle Grande, Costa delle Plaie, Feliceantonio, Fraticelli, Gobeo, Madonnella, Maltempo, Oratorio, Pennesi, Petricca, Ponte Fara, Prati, Sperduto, Tarantolà, Ticchione, Zampetta